# Christopher Turner
Christopher Turner (Ballymoney, Irlanda del Norte, 3 de enero de 1987), futbolista norirlandés. Juega de volante y su actual equipo es el Dumbarton FC de la Scottish Championship de Escocia. 

## Selección nacional
Ha sido internacional con la Selección de fútbol de Irlanda del Norte Sub-21.

## Clubes
| Club            | País    | Año       |
| --------------- | ------- | --------- |
| Sligo Rovers    | Irlanda | 2006-2007 |
| Bohemians FC    | Irlanda | 2007-2008 |
| Partick Thistle | Escocia | 2008      |
| Dundalk FC      | Irlanda | 2009      |
| Shamrock Rovers | Irlanda | 2010-2012 |
| Dumbarton FC    | Escocia | 2012-     |

## Palmarés

### Campeonatos nacionales
| Título                   | Club            | País    | Año  |
| ------------------------ | --------------- | ------- | ---- |
| Liga irlandesa de fútbol | Shamrock Rovers | Irlanda | 2010 |
| Liga irlandesa de fútbol | Shamrock Rovers | Irlanda | 2011 |
| Setanta Sports Cup       | Shamrock Rovers | Irlanda | 2011 |